# Kickboxer 4 - L'aggressore
Kickboxer 4 - L'aggressore (Kickboxer 4: The Aggressor) è un film americano di arti marziali del 1994 diretto da Albert Pyun. Il film è la quarta voce della serie Kickboxer. In questo film apparirà nei filmati di repertorio anche Jean-Claude Van Damme.

## Trama
David Sloan, ex campione di kickboxing, è rinchiuso in carcere con l'accusa ingiusta di omicidio, vittima di un complotto ordito dal suo vecchio nemico Tong Po, ora divenuto un potente narcotrafficante in Messico. La situazione precipita quando David riceve fotografie scioccanti che dimostrano che sua moglie Vicky è tenuta prigioniera da Tong Po. In preda alla rabbia e alla disperazione, accetta la proposta di Casey Ford, agente della DEA: infiltrarsi nel torneo illegale organizzato da Po, usando l'identità fittizia di “Jack Jones”, per eliminarlo dall’interno. Dopo essersi fatto notare in una rissa da strada, David ottiene l'invito al torneo tramite il reclutatore Brubaker. Lungo il cammino salva Megan Laurence, una giovane lottatrice arrogante e diffidente, con la quale dovrà poi confrontarsi sul ring. Giunto nel complesso messicano di Po, David incontra Darcy Cove, una delle donne costrette a vivere lì. Tra combattimenti preliminari e pericoli sempre più evidenti, David ritrova Lando Smith, un vecchio amico e agente sotto copertura che lo aiuterà nella missione.
Il torneo prende il via in un clima di violenza crescente. Thomas, uno dei combattenti più spietati, si impone con brutalità, mentre Megan e Lando riescono a prevalere nei loro incontri. Intanto, Lando inizia una relazione con Darcy per ottenere informazioni sulla prigione di Vicky. La situazione degenera quando Po scopre l’identità di Lando e reagisce con sadismo, portando a conseguenze tragiche. David, nel frattempo, continua a cercare Vicky e partecipa al torneo per avvicinarsi sempre più al suo obiettivo finale. In un crescendo di tensione, violenza e sfide fisiche, si troverà infine faccia a faccia con Po in uno scontro destinato a chiudere i conti con il passato.

## Sequel
Nel 1995 uscì Kickboxer 5 (Kickboxer 5: The Redemption).